# 糸魚川市立青海中学校
糸魚川市立青海中学校（いといがわしりつおうみちゅうがっこう）は、新潟県糸魚川市寺地（てらじ）にある市立中学校である。

## 概要
1947年(昭和22年)4月30日 開校

## 沿革

### 経緯
糸魚川市立青海中学校は、1947年に設立された。その後、 1968年に青海町立市振中学校と、1971年に青海町立歌外波中学校と統合された。 2002年から2004年まで文部科学省「学力向上フロンティアスクール」に指定された。

### 年表
出典→
- 1947年
  - 4月30日 - 創立　　　　　
  - 5月15日 - 開校式
- 1948年4月17日 - 新校舎落成
- 1957年11月8日 - 創立10周年記念，式典
- 1962年12月15日 - 寄宿舎落成
- 1966年4月1日 - 青海町立上路中学校と統合
- 1967年11月1日 -  創立20周年記念，式典
- 1968年4月1日 - 青海町立市振中学校と統合
- 1971年4月1日 - 青海町立歌外波中学校と統合
- 1988年
  - 4月30日 - 創立40周年記念，式典
  - 10月1日 - 新校舎竣工式
- 1997年2月27日 - 創立50周年記念，式典
- 2002年〜2004年 - 文部科学省「学力向上フロンティアスクール」指定
- 2002年〜2004年 - 文部科学省「学力向上フロンティアスクール」指定
- 2005年3月19日 -  市町合併により糸魚川市立青海中学校となる

## 部活動
出典→
運動系部活動
- 陸上競技
- 軟式野球
- 卓球
- バレーボール（女子）
- 剣道
- バスケットボール（男子）
- ソフトテニス（女子）

文化系部活動
- 吹奏楽部

## 通学区域
- 糸魚川市[3]
  - 須沢、今村新田、田海、八久保
  - 寺地、青海、大沢、橋立、歌、外波
  - 市振、上路

## 進学前小学校
- 糸魚川市立田沢小学校[3]
- 糸魚川市立青海小学校

## 交通
- えちごトキめき鉄道日本海ひすいライン青海駅 より徒歩28分（または2.2 km）

## 外部ページ
- 糸魚川市立青海中学校